# Omar Davies

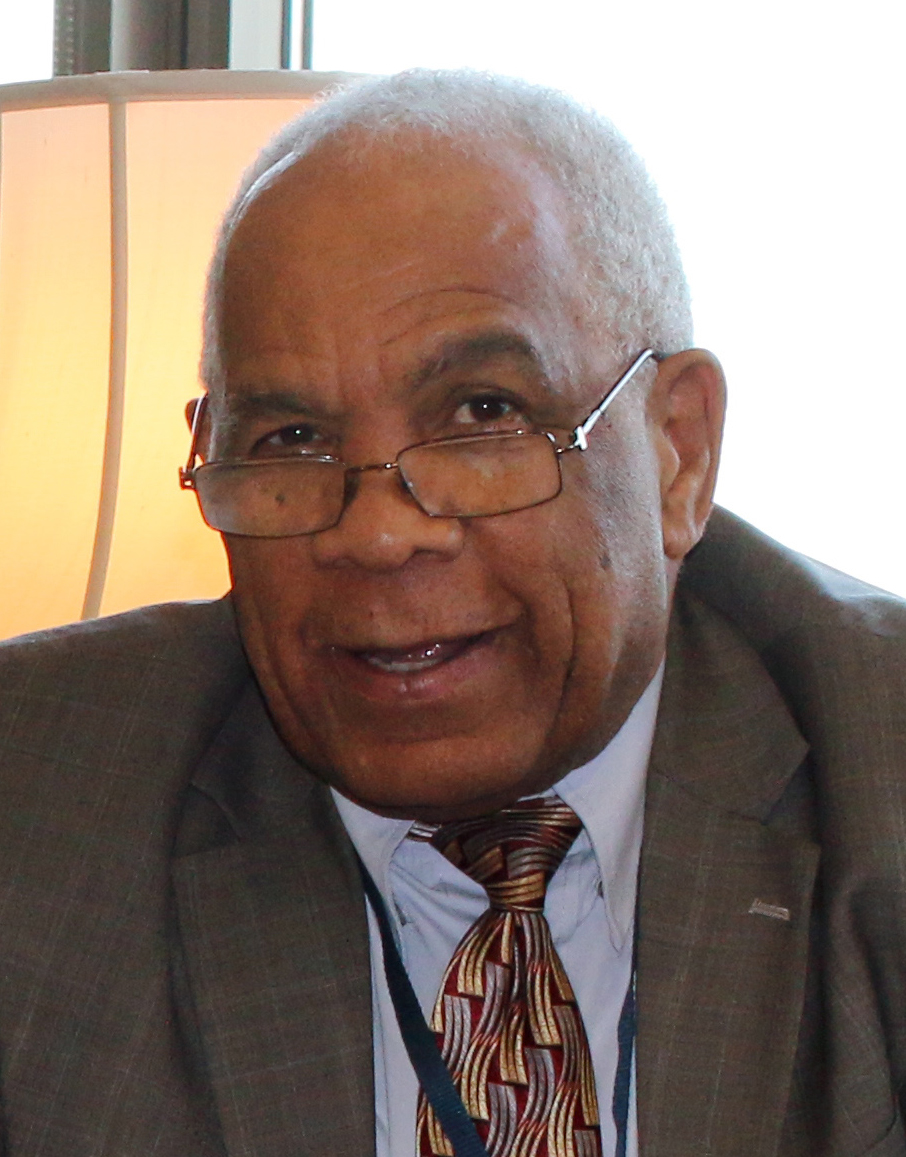
Omar Davies, 2015

Omar Lloyd Davies (* 28. Mai 1947 in Four Paths, Clarendon) ist ein jamaikanischer Politiker der People’s National Party (PNP). Er war von 1993 bis 2007 Finanz- und Planungsminister Jamaikas (Minister of Finance and Planning). Seit dem 6. Januar 2012 ist er Verkehrs- und Bauminister (Minister of Transport and Works).

## Leben
Davies besuchte die Glenmuir High School. Er studierte an der University of the West Indies (UWI) in Mona und der Northwestern University in Illinois, USA, wo er 1973 in Wirtschaftswissenschaft promovierte. Von 1973 bis 1975 war er als Assistant Professor an der Stanford University in Kalifornien tätig, von 1981 bis 1989 lehrte er als Senior Lecturer Wirtschaftswissenschaften an der UWI.
Zwischen 1989 und 1993 war er als Generaldirektor des Planning Institute of Jamaica und Berater des jamaikanischen Finanz- und Planungsministers tätig. Während dieser Zeit war er Mitglied jamaikanischer Delegationen bei Verhandlungen mit dem Internationalen Währungsfonds, der Weltbank und der  Interamerikanischen Entwicklungsbank.
Im April 1993 wurde er zum Minister ohne Geschäftsbereich berufen, zunächst bis August 1993 im Office des Premierministers, dann bis November 1993 im Finanzministerium, wo er die Zuständigkeit für Planung, Entwicklung und Projektdurchführung hatte.
Nachdem Davies im Wahlkreis South St. Andrew ins Repräsentantenhaus gewählt worden war, wurde er im Dezember 1993 von Premierminister Percival J. Patterson zum Finanz- und Planungsminister berufen. Er gewann den Wahlkreis auch bei den Wahlen 1997, 2002, 2007 und 2011 und diente als Finanzminister bis zur Wahlniederlage der PNP im Jahr 2007. Danach war Davies Oppositionssprecher für Finanzen und Planung. Sein Nachfolger als Finanzminister wurde Audley Shaw von der Jamaica Labour Party.
Als die PNP bei den Parlamentswahlen am 29. Dezember 2011 wieder die Regierungsmehrheit errang, wurde Davies von Premierministerin Portia Simpson Miller als Verkehrs- und Bauminister berufen, seine Vereidigung fand am 6. Januar 2012 statt.
Davies ist verheiratet und Vater von drei Kindern.